# Aconitum gezaense
Aconitum gezaense är en ranunkelväxtart som beskrevs av Wen Tsai Wang och L.Q. Li. Aconitum gezaense ingår i släktet stormhattar, och familjen ranunkelväxter. Inga underarter finns listade i Catalogue of Life.